# Le Pirate des Caraïbes
Ne doit pas être confondu avec Pirates des Caraïbes.
Pour plus de détails, voir Fiche technique et Distribution.
Le Pirate des Caraïbes (titre original : Swashbuckler) est un film américain réalisé par James Goldstone, sorti en 1976.

## Synopsis
Jamaïque, 1718. Un capitaine cupide et sa bande de pirates se dressent face aux dictats d'un dirigeant tyrannique après que celui-ci a réquisitionné tous les biens d'un notable local et assis son impitoyable autorité.

## Fiche technique
- Titre français : Le Pirate des Caraïbes
- Titre original : Swashbuckler
- Réalisation : James Goldstone
- Scénario : Jeffrey Bloom (en)
- Musique : John Addison
- Photographie : Philip H. Lathrop
- Montage : Edward A. Biery
- Décor : John Robert Lloyd
- Costumes : Burton Miller
- Production : Jennings Lang
- Société de production et de distribution : Universal Pictures
- Pays :  États-Unis
- Langue : Anglais
- Format : Couleur - Mono - 35 mm - 2.35:1
- Genre : Aventures, Pirates
- Durée : 101 min
- Sortie : 29 juillet 1976
- Affiche : Macario Gómez Quibus (Espagne)

## Distribution
- Robert Shaw (VF : André Valmy) : le capitaine "Red" Ned Lynch
- Geneviève Bujold (VF : Sylvie Feit) : Jane Barnet
- James Earl Jones (VF : Bachir Touré) : Nick Debrett
- Peter Boyle (VF : Jacques Dynam) : Lord Durant
- Beau Bridges (VF : Bernard Murat) : le major Folly
- Kip Niven (VF : Jacques Thébault) : Willard Culverwell
- Tom Fitzsimmons (VF : Thierry Bourdon) : Caporal
- Geoffrey Holder (VF : Robert Liensol) : Cudjo Quadrill
- Bernard Behrens (VF : Jean Berger) : Sir James Barnet
- Avery Schreiber (VF : Roger Lumont) : Polonski
- Tom Clancy : M. Moonbeam
- Anjelica Huston : la femme au visage sombre
- Mark Baker : le joueur de luth
- Louisa Horton : Lady Barnet
- Sid Haig : le pirate chauve
- Robert Ruth : le pirate barbu
- Lisa Daniels : l'amie d'un pirate
- Brenda Venus : l'employée de bain

## Citations
- Lynch : « Je ne suis pas un gentleman; je suis un Irlandais ! »
- Nick : « Un pirate amoureux ?... Comme un poisson hors de l'eau : les deux sont là où ils ne devraient pas être, mais seul le poisson est assez intelligent pour le savoir. »